# Szaharón Selah
Szaharón Selah (héber betűkkel שהרן שלח, izraeli héber átírásal Saharon Shelah) (Jeruzsálem, 1945. július 3. –) Bolyai és Wolf-díjas izraeli matematikus.

## Életpályája
A matematika professzora a Jeruzsálemi Héber Egyetemen és a Rutgers Egyetemen, New Jerseyben (USA). 1988 óta az Izraeli Tudományos Akadémia tagja. 2000-ben elnyerte a Magyar Tudományos Akadémia Bolyai-díját. 2001-ben matematikai Wolf-díjat kapott. A kortárs matematikusok közül Shelah az egyik legtermékenyebb. 2003-ban eljutott 750-edik cikke megírásához, mintegy 190 társszerzővel. Erdős-száma 1. 2013-ban a Magyar Tudományos Akadémia tiszteleti tagjává választották.

## Kutatási területe
Selah leginkább matematikai logikával, ezen belül modellelmélettel és halmazelmélettel foglalkozik.

## Legfőbb eredményei
- a Łoś-lemma kiegészítéseként megmutatta, hogy elemien ekvivalens modelleknek van izomorf ultrahatványa,
- a modellelméletben klasszifikációelméletet dolgozott ki, ezzel megoldotta a Morley-problémát,
- a topológiában
  - igazolta, hogy egy kompakt, metrikus, ívszerűen összefüggő, lokálisan ívszerűen összefüggő tér fundamentális csoportja nem lehet izomorf a racionális számok additív csoportjával,
- halmazelméletben
  - Solovay híres tételének kiegészítéseként megmutatta, hogy ha konzisztens, hogy minden, valós számokból álló halmaz Lebesgue-mérhető, akkor konzisztens erősen elérhetetlen számosságok létezése,
  - igazolta, hogy nem bizonyítható p-pontok létezése,
  - kidolgozta a proper és szemiproper forszolás módszerét,
  - kidolgozta a pcf-elméletet, megmutatva, hogy noha a kontinuumhipotézissel kapcsolatos legfontosabb kérdések eldönthetetlenek, vannak mély, számossághatványozásról szóló ZFC tételek, például a nevezetes

- - bebizonyította, hogy van {\displaystyle \aleph _{\omega +1}} számosságú Jonsson-algebra,
  - Woodinnal igazolta, hogy, ha léteznek szuperkompakt számosságok, akkor minden valós projektív halmaz Lebesgue-mérhető.

Számos más területen is bizonyított alapvető eredményeket, például: 
- bebizonyította, hogy létezik Kuros-monstrum, azaz olyan {\displaystyle \aleph _{1}} számosságú csoport, aminek nincs {\displaystyle \aleph _{1}} számosságú valódi részcsoportja.
- megmutatta, hogy a végtelen Abel-csoportokra vonatkozó Whitehead-probléma eldönthetetlen.
- igazolta, hogy minden végtelen κ számosságra létezik κ számosságú direkt felbonthatatlan Abel-csoport.
- bebizonyította, hogy primitív rekurzív korlát adható a van der Waerden-tétel számaira.

## Kitüntetései
- Erdős-díj (1977)
- Pólya-díj (SIAM) (1992)
- Bolyai János nemzetközi matematikai díj (2000)
- Wolf-díj (2001)
- Rolf Schock-díj (2018)

## Könyvei
- Classification theory and the number of nonisomorphic models, North-Holland, 1978
- Proper forcing, Springer, 1982
- Classification theory and the number of nonisomorphic models, második, bővített kiadás, North-Holland, 1990
- Around classification theory of models, Springer, 1986
- Cardinal Arithmetic, Oxford University Press, 1994
- Proper and improper forcing, Springer, 1998